# Rolf Watter
Rolf Watter (* 8. März 1958 in Zürich) ist ein Schweizer Anwalt und Rechtswissenschaftler.

## Leben
Watter studierte an der Universität Zürich, wo er 1985 promovierte. Nach dem Anwaltspatent im Jahr 1986 erlangte er 1988 an der Georgetown University einen LL.M. 1990 habilitierte er sich an der Universität Zürich, wo er seit 1996 Titularprofessor ist.
Watter ist Mitherausgeber der Basler Kommentare zum Obligationenrecht II, zum Fusionsgesetz, zum FINMAG und zum FinfraG sowie der Zeitschrift Gesellschafts- und Kapitalmarktrecht.
Seit 1994 ist er Partner der Anwaltskanzlei Bär & Karrer in Zürich. Er ist Verwaltungsrat bei Aryzta und bei Faber-Castell. Er hatte unter anderem Verwaltungsratsmandate bei Ceva Logistics, Nobel Biocare, Cablecom, Zurich Insurance Group, Syngenta, Forbo, Feldschlösschen Getränke und  PostFinance (Präsidium) inne.